# 911

## Evenimente
Nimic

## Nașteri
- dată necunoscută: Harald I al Danemarcei  (d. 985)
- dată necunoscută: Minamoto no Shitagō poet japonez (d. 983)

## Decese
- Burchard I, duce de Alamania (Suabia) din 909, margraf de Raetia, conte de Thurgau și Bar (n.c. 855/860)

- Ludovic Copilul, ultimul membru al dinastiei Carolingiene, ce a condus Francia Răsăriteană, din 900 (n. 893)